# Ndom
Pour les articles homonymes, voir Ndom (homonymie).
Ndom est une commune du Cameroun située dans la région du Littoral et le département de la Sanaga-Maritime.

## Géographie
La localité de Ndom est située sur la route provinciale P11 à 147 km au nord-ouest du chef-lieu départemtal Édéa. La commune s'étend à l'extrémité nord du département de la Sanaga-Maritime.
|        | Ndikiniméki | Nitoukou |
| Ngambé | Ndom        | Bokito   |
|        | Nyanon      |          |

## Histoire
Le nom du village est issu de la langue bassa, il signifie bastonnade au sens propre et misère au sens figuré. La commune rurale est instaurée en 1952. Le district de Ndom créé en 1955 est érigé en arrondissement en 1962.

## Population
Lors du recensement de 2005, la commune comptait 10 340 habitants, dont 2 294 pour la ville de Ndom.

## Organisation
Outre Ndom, la commune comprend les villages suivants :
- Bang
- Bipok
- Bodbambaï
- Bodkang
- Bomakondo
- Botbadjang
- Diban
- Dihong
- Dikan
- Dingom
- Dissahaï
- Djom
- Djonbasso
- Ekoun
- Epako
- Guissibame
- Ikollong
- Kay
- Kelngond
- Koko
- Kombe I
- Kombé II
- Komol
- Koukoum
- Lelo
- Likound
- Likoundbiam
- Log Mandeng
- Log maï
- Log Mbanga
- Log Mboungue
- Log Peta
- Makom
- Ndambog
- Ndebi
- Ndigsi
- ndog lem
- Ndog-Bakenen
- Ndog-Bundan
- Ngock
- Nguigmounend
- Nguikok
- Nguimbong
- Nguissibame
- Nindjé
- Nkakak
- Nko'o
- Nonn
- Noutou
- Nse
- Nseng
- Tembyet
- Toubangom
- Yob-Yob
- Youmngue

## Personnalités nées à Ndom
- Emmanuel Kundé, footballeur international camerounais. Décédé vendredi 16 mai 2025.  Kunde Jérôme Emmanuel l’histoire d'un esprit Indomptable  Pour avoir osé s'opposer au nouvel ordre dominant des bakana ba poulassi, le clan Batolke avait payé un lourd tribut. Hion hi Hoña était de la classe des tous premiers intellectuels du clan. Cet illustre jeune instituteur des écoles de l’Église Presbytereienne Américaine,  initié à la libre critique biblique,  avait l’audace d'affirmer publiquement son opposition aux bakana. L’Union des Populations du Cameroun  UPC) , parti indépendantiste qu'il a adhéré était donc pour lui un terrain fertile d'expression. Pour ces Upecistes, la brutalité des colons était sans équivoque. Pris dans les mailles de ces colons, Hion hi Hoña subira une mort sacrificielle. En effet l’histoire de Hion hi Hoña  restera pathétique au regard de l’atrocicité de sa mort. Ces bourreaux l’ayant emballé dans un sac de jute , l’ont précipité dans les cascades du fleuve Sanaga au lieu-dit Mbebe- Kikot avec la complicité de Dimala, chef corrompu allié aux colons. Cet espoir du clan Batolke qui siégeait  déjà dans l’élite nationale s'en était allé tôt. Toutefois, il  n'avait pas vécu unitulement  car son  Kounde, c'est-à-dire son indépendance tant recherché, passion de sa mort se révélera des décennies après , à travers les prouesses dans l’équipe nationale de football du Cameroun, les Lions Indomptables de Jérôme Emmanuel Kounde son fils unique,  sorti des eaux de la Sanaga  où il fut jeté. L’enfant  né le 15 juillet 1956 , quelque temps après la mort fatale de son Père avait hérité du grand "Hemle" qui animait son père et ses camarades combattants. En effet, l’esprit de Hion hi Hoña  était resté vivant non seulement il a fécondité l'indomptabilité  de son fils mais aussi à booster  la clairvoyance dans le rôle  éducatif des jeunes dont sa veuve Maria Ngo Nlend fut l’icône.   Les grands esprits viennent de loin et  ne meurent jamais.  NB: Bakana ba poulassi: les français entendu, colons.  Repose en Paix cher grand frère.  Ton Petit Frère +++ JeanNDJEWEL.
- Serge Mimpo, footballeur international
- Louis Bapès Bapès, homme politique né à Kelngond
- Annette Ngo Ndom (1985-), footballeuse
- Monseigneur Jean Ndjewel né le 12 novembre 1961 à Kakak est une personnalité religieuse . évêque depuis 2004.Supérieur de la Congrégation missionnaire des Pères Stevennistes , Docteur en théologie (ethnothéologien promoteur de la Christoculture), didacticien, écrivain et enseignant des séminaires et grandes écoles.